# Просянский сельский совет (Марковский район)
Просянский сельский совет (укр. Просянська сільська рада) — входит в состав Марковского района Луганской области Украины.
Административный центр сельского совета находится в с. Просяное.

## Населённые пункты совета
- с. Лимаревка
- с. Просяное
- с. Рассоховатое

## Адрес сельсовета
92420, Луганська обл., Марківський р-н, с. Просяне, вул. Кірова, 15 (укр.)